# Nederlandse Boekhandelsprijs
De Nederlandse Boekhandelsprijs is een Nederlandse literatuurprijs, die sinds 2015 jaarlijks wordt toegekend aan een oorspronkelijk Nederlandstalig literair boek. De prijs is bestemd voor een werk dat in de ogen van het boekhandelswezen meer aandacht verdient en onderbelicht is gebleven.. Iedereen die werkzaam is in een boekhandel is stemgerechtigd.  
Sponsor van de prijs was Novamedia dat in 2021 werd opgevolgd door Centraal Boekhuis. 
De prijs bestaat onder meer uit een publiciteitscampagne. Het kan enigszins gezien worden als het Nederlandse equivalent van boekhandelsprijzen in andere landen, zoals de Duitse Deutscher Buchpreis, de Franse Prix des Libraires en de Amerikaanse National Book Award.

## Winnaars
- 2015 - Jaap Robben voor Birk
- 2016 - Alex Boogers voor Alleen met de goden
- 2017 - Lize Spit voor Het smelt
- 2018 -  Murat Işık voor Wees onzichtbaar
- 2019 -  Johan Fretz voor Onder de paramariboom
- 2020 - Dido Michielsen voor Lichter dan ik
- 2021 - Gerda Blees voor Wij zijn licht
- 2022 - Toine Heijmans voor Zuurstofschuld
- 2023 - Mark Stokmans voor Land van echo’s
- 2024 - Frank Nellen voor De onzichtbaren
- 2025 - Lex Paleaux voor Liften naar de hemel